# 15564 Lateef
15564 Lateef è un asteroide della fascia principale. Scoperto nel 2000, presenta un'orbita caratterizzata da un semiasse maggiore pari a 2,932015 UA e da un'eccentricità di 0,056842, inclinata di 1,320853° rispetto all'eclittica. Ha un diametro di 5,337 km e un periodo di rotazione di 6,08 ore.